# Hugo Valente

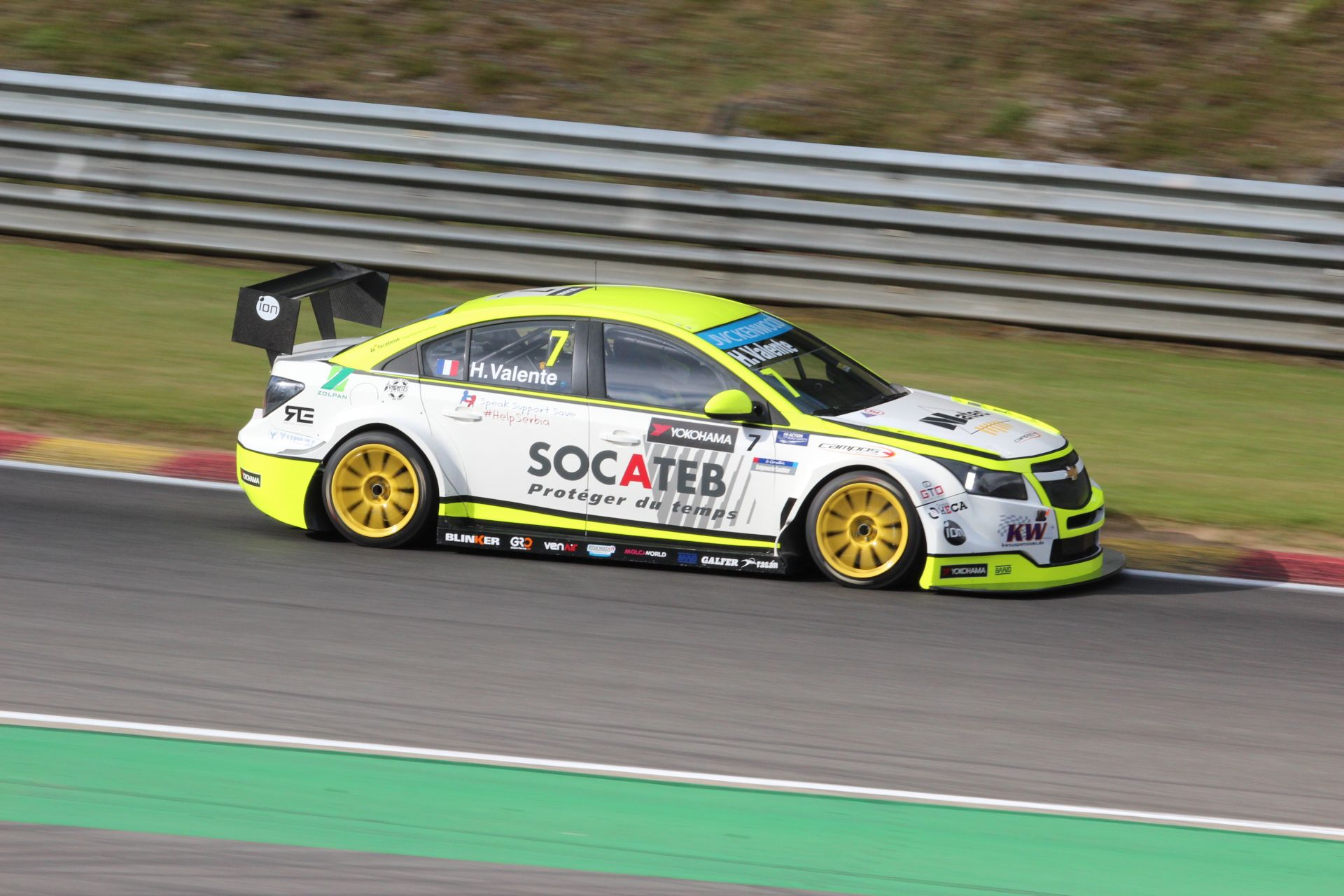
Hugo Valente in Spa 2014

Hugo Valente (* 17. Juni 1992 in Choisy-le-Roi) ist ein französischer Automobilrennfahrer. Er startete von 2012 bis 2015 in der Tourenwagen-Weltmeisterschaft (WTCC).

## Karriere
Valente begann seine Motorsportkarriere 2006 im Kartsport, in dem er bis 2007 aktiv war. 2008 wechselte Valente in den Formelsport in die Formul’Academy Euro Series. Mit einem Sieg beendete er seine Debütsaison auf dem achten Platz. 2009 startete Valente für SG Formula im Formel Renault 2.0 Eurocup. Während  Jean-Éric Vergne, einer seiner Teamkollegen, den zweiten Platz belegte, wurde Valente mit einem achten Platz als bestes Resultat 24. in der Fahrerwertung. Darüber hinaus trat er für SG Formula in der westeuropäischen Formel Renault an. Mit einem fünften Platz als bestes Ergebnis schloss er die Saison auf dem elften Gesamtrang ab, während sein Teamkollege Vergne auch hier Gesamtzweiter wurde. Darüber hinaus nahm er auch an Kartrennen teil. 2010 wechselte Valente zu Tech 1 Racing und blieb im Formel Renault 2.0 Eurocup. Valente erzielte einen zweiten Platz als bestes Resultat und wurde Zwölfter in der Meisterschaft. Seine Teamkollegen Arthur Pic und Aaro Vainio belegten die Plätze drei und vier. Darüber hinaus nahm Valente an einem Rennwochenende der britischen Formel Renault teil.
Nachdem Valente 2011 in den Kartsport zurückgekehrt war, wechselte Valente 2012 in den Tourenwagensport. Für Clairet Sports startete er im französischen SEAT Leon Supercopa. Er gewann drei Rennen und wurde hinter seinem Teamkollegen Jimmy Antunes mit 268 zu 270 Punkten Gesamtzweiter. Anschließend erhielt Valente bei SUNRED Engineering für eine Veranstaltung einen SUNRED León 1.6T in der Tourenwagen-Weltmeisterschaft (WTCC). 2013 absolvierte Valente sieben WTCC-Veranstaltungen für Campos Racing in einem Seat Leon. Dabei erzielte er mit einem achten Platz erstmals Punkte. In der Fahrerwertung wurde er 21. 2014 bestritt Valente die komplette Saison in der WTCC für Campos Racing. Er fuhr einen Chevrolet RML Cruze TC1. Bereits beim Saisonauftakt in Marrakesch gelang ihm mit einem dritten Platz seine erste Podest-Platzierung in der WTCC. Dieses Ergebnis wiederholte er bei zwei weiteren Rennen. In der Weltmeisterschaft verbesserte er sich auf den zwölften Rang. 2015 blieb Valente bei Campos Racing in der Tourenwagen-Weltmeisterschaft. Mit einem zweiten Platz als bestem Ergebnis erreichte er den neunten Platz im Gesamtklassement. Darüber hinaus nahm er für Campos zur Vorbereitung für ein WTCC-Rennen an einer Veranstaltung der TCR International Series teil.

## Statistik

### Karrierestationen
| - 2006–2007: Kartsport - 2008: Formul’Academy Euro Series (Platz 8) - 2009: Formel Renault 2.0 Eurocup (Platz 24) - 2009: Westeuropäische Formel Renault (Platz 11) - 2010: Formel Renault 2.0 Eurocup (Platz 12) | - 2010: Britische Formel Renault (Platz 21) - 2011: Kartsport - 2012: Französischer SEAT Leon Supercopa (Platz 2) - 2012: WTCC - 2013: WTCC (Platz 21) | - 2014: WTCC (Platz 12) - 2015: WTCC (Platz 9) - 2015: TCR International Series |

### Einzelergebnisse in der Tourenwagen-Weltmeisterschaft (WTCC)
| Jahr | Team               | 1   | 2   | 3   | 4   | 5   | 6   | 7    | 8   | 9   | 10  | 11  | 12  | 13  | 14  | 15   | 16  | 17  | 18  | 19  | 20  | 21  | 22  | 23  | 24  | Punkte | Rang |
| ---- | ------------------ | --- | --- | --- | --- | --- | --- | ---- | --- | --- | --- | --- | --- | --- | --- | ---- | --- | --- | --- | --- | --- | --- | --- | --- | --- | ------ | ---- |
| 2012 | SUNRED Engineering | ITA | ITA | ESP | ESP | MAR | MAR | SLK  | SLK | HUN | HUN | AUT | AUT | POR | POR | BRA  | BRA | USA | USA | JPN | JPN | CHN | CHN | MAC | MAC | 0      | –    |
| 2012 | SUNRED Engineering |     |     |     |     |     |     |      |     |     |     |     |     |     |     |      |     |     |     |     |     | 16  | 18  |     |     | 0      | –    |
| 2013 | Campos Racing      | ITA | ITA | MAR | MAR | SLK | SLK | HUN  | HUN | AUT | AUT | RUS | RUS | POR | POR | ARG  | ARG | USA | USA | JPN | JPN | CHN | CHN | MAC | MAC | 4      | 21.  |
| 2013 | Campos Racing      |     |     |     |     |     |     | 12   | 19  | DNF | DNS |     |     | 18  | 14  | 13   | 8   | 13  | 14  |     |     | DNF | 12  | DNF | DNF | 4      | 21.  |
| 2014 | Campos Racing      | MAR | MAR | FRA | FRA | HUN | HUN | SLK  | SLK | AUT | AUT | RUS | RUS | BEL | BEL | ARG  | ARG | CHN | CHN | CHN | CHN | JPN | JPN | MAC | MAC | 85     | 12.  |
| 2014 | Campos Racing      | 8   | 3   | 63  | 10  | 10  | 3   | 11   | C   | NC  | DNF | DNF | 9   | 124 | 9   | DNF  | DNF | 12  | 11  | 9   | 8   | 5   | DNF | NC  | 3   | 85     | 12.  |
| 2015 | Campos Racing      | ARG | ARG | MAR | MAR | HUN | HUN | GER  | GER | RUS | RUS | SLK | SLK | FRA | FRA | PRT  | PRT | JPN | JPN | CHN | CHN | THA | THA | QAT | QAT | 120    | 9.   |
| 2015 | Campos Racing      | DNF | DNS | 154 | 9   | 32  | 8   | DNF2 | DNS | 12  | 8   | 5   | 5   | DNF | 6   | DNF3 | 7   | 10  | 2   | 8   | DNF | DNF | DNS | 34  | 6   | 120    | 9.   |

Legende
| Legende  | Legende            | Legende                                                          |
| Farbe    | Abkürzung          | Bedeutung                                                        |
| -------- | ------------------ | ---------------------------------------------------------------- |
| Gold     | –                  | Sieg                                                             |
| Silber   | –                  | 2. Platz                                                         |
| Bronze   | –                  | 3. Platz                                                         |
| Grün     | –                  | Platzierung in den Punkten                                       |
| Blau     | –                  | Klassifiziert außerhalb der Punkteränge                          |
| Violett  | DNF                | Rennen nicht beendet (did not finish)                            |
| Violett  | NC                 | nicht klassifiziert (not classified)                             |
| Rot      | DNQ                | nicht qualifiziert (did not qualify)                             |
| Rot      | DNPQ               | in Vorqualifikation gescheitert (did not pre-qualify)            |
| Schwarz  | DSQ                | disqualifiziert (disqualified)                                   |
| Weiß     | DNS                | nicht am Start (did not start)                                   |
| Weiß     | WD                 | zurückgezogen (withdrawn)                                        |
| Hellblau | PO                 | nur am Training teilgenommen (practiced only)                    |
| Hellblau | TD                 | Freitags-Testfahrer (test driver)                                |
| ohne     | DNP                | nicht am Training teilgenommen (did not practice)                |
| ohne     | INJ                | verletzt oder krank (injured)                                    |
| ohne     | EX                 | ausgeschlossen (excluded)                                        |
| ohne     | DNA                | nicht erschienen (did not arrive)                                |
| ohne     | C                  | Rennen abgesagt (cancelled)                                      |
| ohne     | keine WM-Teilnahme |                                                                  |
| sonstige | P/fett             | Pole-Position                                                    |
| sonstige | 1/2/3/4/5/6/7/8    | Punktplatzierung im Sprint-/Qualifikationsrennen                 |
| sonstige | SR/kursiv          | Schnellste Rennrunde                                             |
| sonstige | *                  | nicht im Ziel, aufgrund der zurückgelegten Distanz aber gewertet |
| sonstige | ()                 | Streichresultate                                                 |
| sonstige | unterstrichen      | Führender in der Gesamtwertung                                   |

- 1: Erster im Qualifying, 2: Zweiter im Qualifying,...

### Einzelergebnisse in der TCR International Series
| Jahr | Team          | 1   | 2   | 3   | 4   | 5   | 6   | 7   | 8   | 9   | 10  | 11  | 12  | 13  | 14  | 15  | 16  | 17  | 18  | 19  | 20  | 21  | 22  | Punkte | Rang |
| ---- | ------------- | --- | --- | --- | --- | --- | --- | --- | --- | --- | --- | --- | --- | --- | --- | --- | --- | --- | --- | --- | --- | --- | --- | ------ | ---- |
| 2015 | Campos Racing | SEP | SEP | SHA | SHA | VAL | VAL | POR | POR | MNZ | MNZ | SAL | SAL | SOC | SOC | SPI | SPI | SIN | SIN | BUR | BUR | MAC | MAC | 0      | –    |
| 2015 | Campos Racing |     |     |     |     |     |     |     |     |     |     |     |     |     |     |     |     |     |     | 21* | DNF |     |     | 0      | –    |